# Compsibidion paulista
Compsibidion paulista är en skalbaggsart som först beskrevs av Martins 1962.  Compsibidion paulista ingår i släktet Compsibidion och familjen långhorningar. Inga underarter finns listade i Catalogue of Life.